# SINAD
Отношение сигнал / шум и коэффициент искажения (англ. SINAD - Signal-to-noise and distortion ratio ) является мерой качества сигнала для устройств связи, обычно определяется как:
{\displaystyle \mathrm {SINAD} ={\frac {P_{\mathrm {signal} }+P_{\mathrm {noise} }+P_{\mathrm {distortion} }}{P_{\mathrm {noise} }+P_{\mathrm {distortion} }}}}
где {\displaystyle P} - средняя мощность полезного сигнала, шума и искажений. SINAD обычно выражается в дБ и приводится наравне с чувствительностью, чтобы дать количественную оценку чувствительности приёмника. Согласно приведённой формуле, в отличие от ОСШ, значение SINAD никогда не может быть меньше 1 (т. е. всегда положительно при приведении в дБ).
При расчёте искажений, как правило, исключают постоянную составляющую.
Из-за широкого применения термин SINAD накопил несколько различных определений. SINAD обычно определяется как:
1. Соотношение (а) общей полученной мощности, т. е., сигнал (б) шум плюс искажения мощности. Это моделируется уравнением выше.[нужная цитация]
2. Соотношение (а) мощности исходного модулирующего звукового сигнала, т. е.  модулированной радиочастотной несущей к (б) остаточной мощности звукового сигнала, т. е. мощность шум-плюс-искажения оставшихся после исключения исходного модулирующего звукового сигнала. Используя это определение, можно получить значение SINAD меньше единицы. Это определение используется при расчете ENOB для АЦП.[2]

Независимо от выбранного определения, всегда является истинным утверждение, что меньшее значение SINAD означает худшее эксплуатационные качества системы. По мере того как принимаемый радиочастотный сигнал становится слабее, он постепенно теряется в шуме и искажениях генерируемых приёмником, демодулятором и схемой вывода звука. По соглашению, минимальный приемлемый уровень SINAD, при котором внятная речь не утонет в "болоте" помех, составляет 12дБ для узкополосного голосового ЧМ радио.

## Коммерческие радиоспецификации
Типичный пример, цитата из документации на коммерческие ручные УКВ или УВЧ радио, может содержать следующее:
Чувствительность приёмника: 0,25 мкВ при 12 дБ SINAD
которая указывает, что приёмник будет воспроизводить внятную речь с сигналом на его входе как минимиум 0,25 мкВ. Производители радиоприёмников выполняют в лаборатории со своим продуктом следующие процедуры:
- В отсутствие сигнала на входе измеряют шум и искажения приемника на подходящем уровне.
- Сигнал подаётся на вход таким образом, чтобы выходной сигнал увеличился на 12 дБ
- Уровень сигнала, необходимого для этого, измеряют и он оказывается равен 0,25 мкВ.

Как отмечают сами конструкторы радиоаппаратуры, разборчивую речь можно получить выше порога в 12 дБ над уровнем шумов приёмника (шум и искажения). Независимо от того, насколько уровень выходной мощности влияет на внятную речь, имея стандартный выход, SINAD позволяет проводить простое сравнение входной чувствительности между радиоприемниками. Это значение для коммерческих УКВ радиоприёмников составляет обычно 0,35 мкВ, вероятно, аналогично для УВЧ радиоприёмников. В реальности и при меньших значениях SINAD  (шума больше) можно различить внятную речь, но будет утомительно слушать голос среди большего количества шума.